# 眼外傷

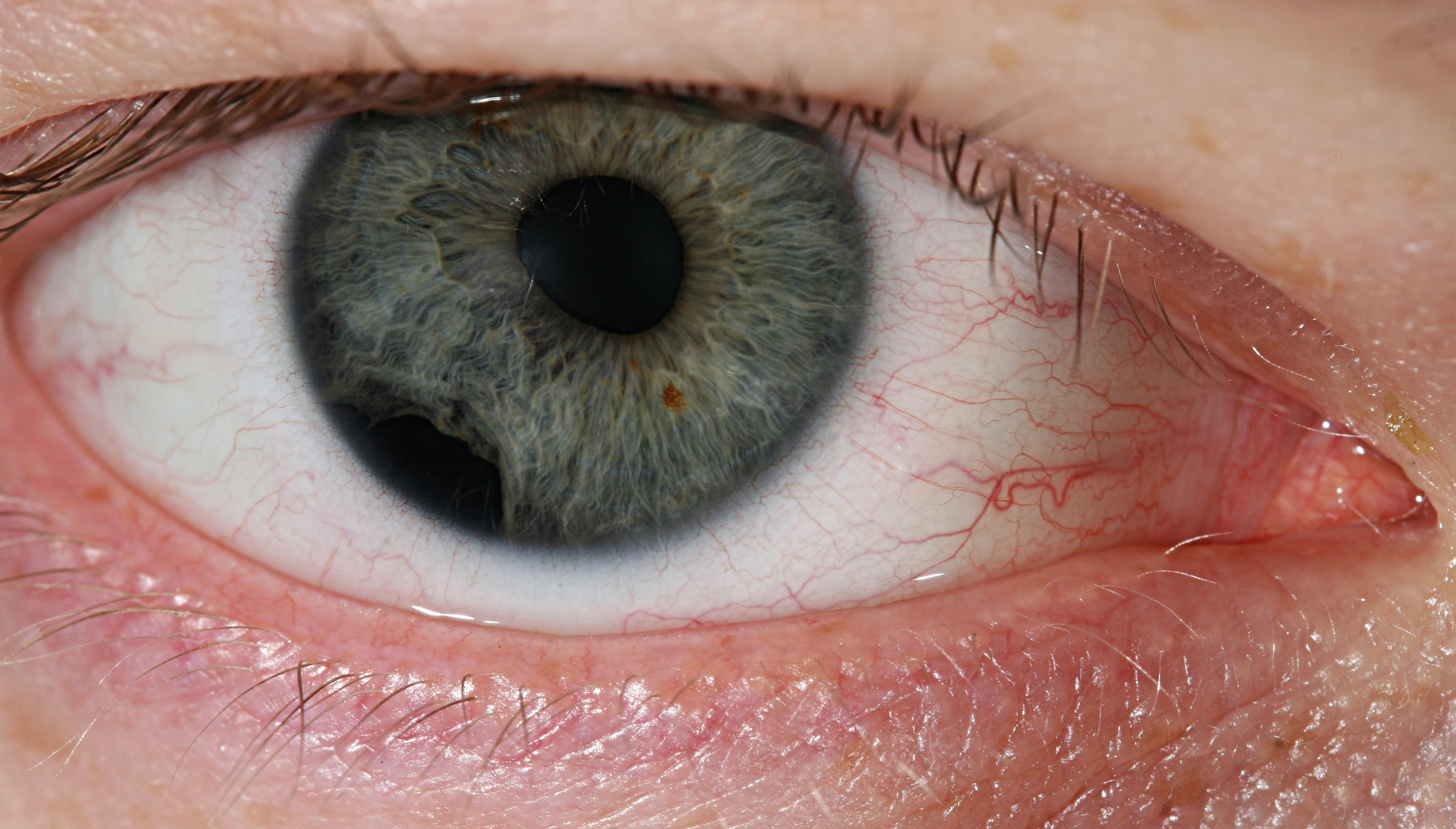
合成樹脂小片が侵入し、虹彩の部分離断、神経損傷による瞳孔不同が発生

眼外傷（がんがいしょう、英：ocular injuries、独：Verletzungen des Auges）は、眼球自体、もしくは眼瞼、涙器などの付属器が外力により損傷を受けた状態であり、性質上、機械的外傷と非機械的外傷に2分される。

## 機械的外傷
機械的外傷 mechanical injuries は打撲傷もしくは振盪症、穿孔性眼外傷、さらに眼球鉄症や眼球銅症などの眼内異物による二次的疾患に分けられる。眼瞼などにおける外傷では特に内眼角付近の裂創に注意が必要で、多くの場合、涙小管の断裂があるため、受傷直後の再建が必要になる。

### 眼球打撲
眼球打撲（英：contusion of the globe、独：Kontusion des Auges）においては、眼球に対して瞬時に外力が作用し、眼球が変形する。眼内の各組織間では弾性にそれぞれ差があるため、様々な症状が引き起こされる。虹彩根部離断もしくは虹彩根部後転 iris recession の状態では前房出血が起こり、数か月後に緑内障を続発することがある。水晶体脱臼は眼圧上昇を招くことがある。眼底にはしばしば網膜振盪が起こり、壊死性に網膜裂孔を生じることがある。さらに衝撃が激しい場合には脈絡膜破裂や網膜の亀裂性裂孔が生じ、硝子体出血が起こる。

#### 脈絡膜破裂
眼球が鈍的な外力を受け、眼球後極部の圧力が変化すると、黄斑部を中心とした部分のブルック膜（脈絡膜の最内層にある膜状構造。ブルッフ膜ともいう）を含む脈絡膜に断裂 rupture of choroid が起こる。脈絡膜出血は網膜下腔、網膜、硝子体内におよぶことが多く、出血吸収後は白色の線状もしくは弧状の瘢痕を生じる。脈絡膜断裂が黄斑もしくは視神経乳頭と黄斑の間に発生した場合には顕著な視力障害が認められる。

### 穿孔性眼外傷
角膜もしくは強膜に刺創、切創を生じ、眼内組織が部分的に流出もしくは脱出した状態を穿孔性眼外傷（英：perforating ocular injuries、独：perforierende Verletzungen）という。これにより眼内組織間に位置異常が起こり、二次的な障害が発生することが多いため、受傷後早期に穿孔創を閉じ眼内組織の位置異常を軽減、修復する必要がある。まず微温滅菌生理食塩水で眼球を圧迫しないように創部を洗浄し、手術用顕微鏡下で創部に付着する異物や滲出物を除去する。脱出虹彩は整復もしくは切除し、角膜創を10-0ナイロン糸で縫合する。強膜創が眼球壁後方にわたる場合は結膜を切開して強膜を広く露出し、7-0〜8-0ナイロン糸で縫合する。眼球後半部にわたる穿孔創が存在する場合は硝子体出血が見られることが多く、増殖性硝子体網膜症を続発しやすいため、早期の硝子体手術が望ましい。眼球内に異物が存在する場合には摘出する。創縫合が遅れた場合、不適切に施された場合には交感性眼炎を発症することもある。

### 眼球鉄症

鉄小片が角膜辺縁に侵入した眼球鉄症

眼球鉄症（英：siderosis、独：Siderosis bulbi）は鉄錆症ともいう。鉄片が眼球内に侵入した場合、第一鉄イオン（Fe2+）となって溶出し、眼球組織内に浸潤、沈着して特有の鉄錆色が認められるようになる。角膜、水晶体にも沈着するが、網膜に浸潤すると夜盲といわれる暗順応の遅延した状態を引き起こし、やがて失明に帰する。緑内障を続発する場合もある。鉄片異物の侵入後、発症までには2、3週間から1、2年を要するが、最も早く異常を確認できるのは網膜電図においてである。鉄片異物を除去した後も異常網膜電図が改善されない場合はキレート剤を用いて第一鉄イオンを無毒化する。

## 非機械的外傷
非機械的外傷 non-mechanical injuries は物理的外傷と化学的外傷に2分される。物理的外傷には熱傷、超音波、電気性外傷、紫外線やX線などの放射性外傷などがある。紫外線による紫外線角膜障害(電気性眼炎や雪眼炎（雪眼、雪目））、あるいは日食時に多発する日食性眼炎といった紫外線眼炎は一般に予後良好だが、眼球熱傷および酸、アルカリによる腐食性眼炎は予後不良で失明することが多い。酸、アルカリ外傷を受けた場合には受傷直後に入念な洗眼を行うことが重要とされる。